# IGEM
Международный конкурс генно-инженерных машин (iGEM; от англ. International Genetically Engineered Machine) — международное соревнование в области синтетической биологии, которое изначально было нацелено на студентов бакалавриата, но со временем расширилось после включения подразделений для старшеклассников, предпринимателей и общественных лабораторий, а также для аспирантов.

## Информация о конкурсе
В начале лета, каждая команда получает набор, состоящий из стандартных биологических конструкций BioBricks из Реестра стандартных биологических частей, включающий различные генетические компоненты, такие как промоторы, терминаторы, гены-репортеры и плазмиды. Работая летом в лаборатории, участники используют данные конструкции наряду с самостоятельно разработанными компонентами для создания биологических систем и внедрения их в живые клетки.
Команды независимы в выборе проекта. Участники могут выбрать новую тему проекта либо продолжить работу над предыдущими проектами. Результатом успешных проектов становятся клетки, которые проявляют новые и необычные свойства вследствие конструирования наборов нескольких генов вместе с механизмами, регулирующими их экспрессию.
В конце лета, команды добавляют созданные ими биологические конструкции BioBricks в Реестр стандартных биологических частей, чтобы в дальнейшем будущие команды могли использовать расширенный набор BioBricks.
На ежегодном «iGEM Jamboree» команды презентуют результаты своей работы перед другими командами и 120 членами жюри. Судьи награждают команды медалями, специальными призами и выбирают команду — победителя Гран-при, а также команды в номинации «Runner-Up» в каждой из секций: старшая школа, бакалавриат и аспирантура.

### Награды и cудейство на конкурсе iGEM

Лучшая медаль iGEM по странам (все направления)
Золотая медаль
Серебряная медаль
Бронзовая медаль

Каждый участник получает сертификат участия и имеет возможность заработать медаль (бронзовую, серебряную, золотую) со своей командой в зависимости от соответствия критериям. К примеру, для получения бронзовой медали команда должна зарегистрировать созданную биологическую конструкцию в Реестре стандартных биологических частей, для серебряной медали необходимо задокументировать функциональность данной части, а для получения золотой медали нужно предоставить доказательство принципа работы проекта. Например, в 2016 году в соревнованиях участвовало 300 команд, из которых 37 % получили золотую медаль, 25 % — серебряную медаль, 26 % — бронзовую медаль и 12 % не были награждены медалью.
В каждой из секций лучшая работа в определенной области проекта отмечается специальными призами. К числе специальных призов относятся «Лучший проект» в соответствующих категориях (приложение 10 категорий), «Лучший дизайн», «Лучшее оборудование», «Лучшее измерение», «Лучшее программное обеспечение», «Лучшая человеческая деятельность», «Лучшая модель», «Лучшая новая часть», «Лучший плакат», "Лучшая презентация ", «Лучший вики-сайт» и другие в зависимости от года конкурса и требований.

Из всех команд в соответствующей секции выбирается несколько финалистов (от 1 до 6, в зависимости от года и секции), которым дается возможность снова представить свой проект перед всеми участниками «iGEM Jamboree». Из представленных проектов все судьи выбирают победителя конкурса iGEM, команду обладателя Гран-при, которая награждается большим металлическим кирпичиком Lego (см. Рис. Ниже). Команда-победитель может сохранить этот приз в течение года, пока он не будет передан следующему обладателю Гран-при. Участникам команды, выигравшей Гран-при также выдаются памятные монеты соответствующего года (см. Рис. Ниже). 

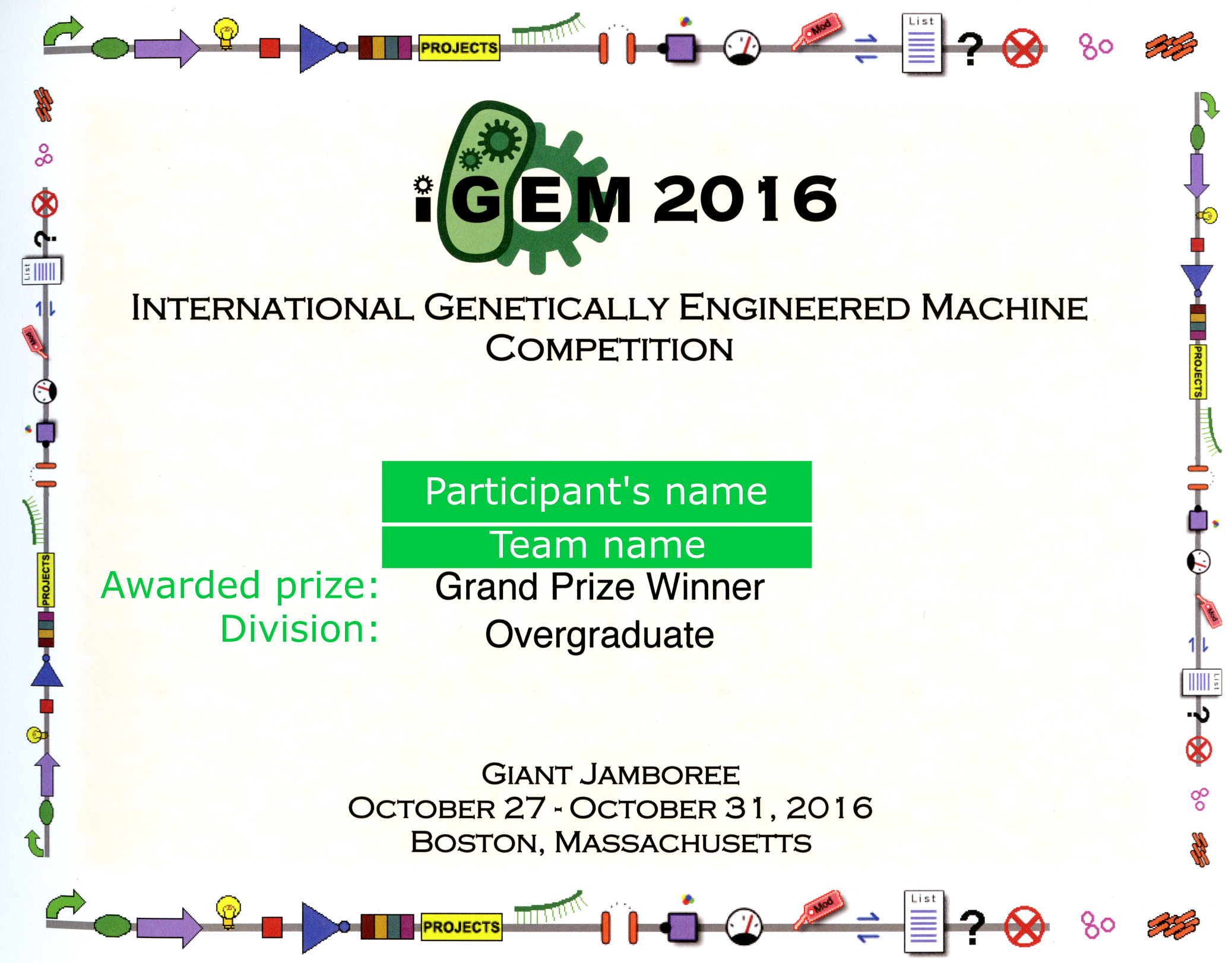
Сертификат участника
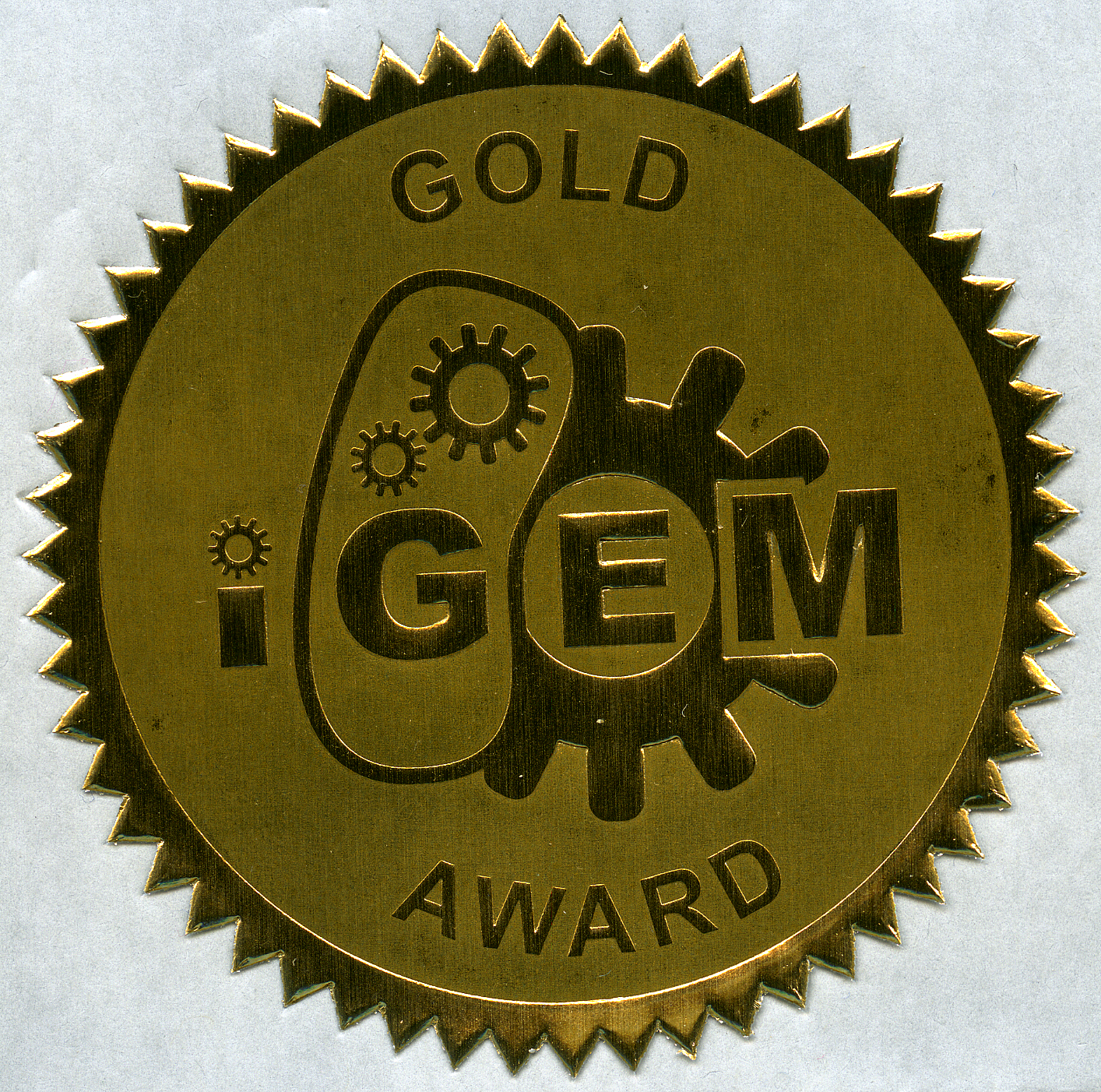
Золотая медаль

## История соревнования
iGEM зародился на основе студенческих проектов, проводимых в стенах Массачусетского технологического института в 2003 и 2004 годы. Позже в 2004 году было проведено соревнование с участием пяти команд из разных школ. В 2005 году впервые приняли участие команды за пределами США. С тех пор iGEM продолжал расти, и в 2010 году в нем приняли участие 130 команд. Рэнди Реттберг, инженер, который работал в технологических компаниях, включая Apple, Sun и BBN, является основателем и директором конкурса iGEM.
В связи с растущей популярностью, в 2011—2013 годы конкурс был разделен на три региона: Европа, Америка и Азия (команды из Африки и Австралии также принимали участие, представляя Европу и Азию соответственно). Региональные «iGEM Jamboree» проходили в октябре и часть команд были отобраны для участия в чемпионате мира в Массачусетском технологическом институте в ноябре.
В январе 2012 года iGEM Foundation перерос в независимую некоммерческую организацию, расположенную в Кембридже, Массачусетс, США. В том же году iGEM внедрил новые секции, позволяющие предпринимателям и старшеклассникам наряду со студентами принимать участие в соревновании. Проводя данный конкурс, iGEM Foundation поддерживает научные исследования и развитие образования.
К своей десятой годовщине iGEM добавил новые направления (треки) к уже существующим: Искусство & Дизайн, Общественные лаборатории, Предпринимательство, Измерение, Микрогидродинамика, Стратегия & Практика и Программное Обеспечение. Несмотря на то, что в предыдущие годы предпринимательство и программное обеспечение уже являлись треками, в 2014 году они стали более четко различаться благодаря введению более ясных критерий оценивания. Кроме того, в 2014 году iGEM не проводил региональных фестивалей, внедрив единое масштабное мероприятие-конференцию, где все команды собирались в Кембридже.
Команды от России принимали участие в конкурсе в 2007 году (СПбГПУ), 2019 (МГУ), 2020 (МФТИ и МГУ), и 2021 (МГУ, МФТИ, НГУ, ИАТЭ МИФИ) годах.